# Dr. Dre Presents... The Aftermath
Albums de Dr Dre
The Chronic
(1992) 2001
(1999)
Singles
1. East Coast, West Coast, Killas
Sortie : 14 novembre 1996
2. Been There, Done That
Sortie : 26 mars 1997

Dr. Dre Presents... The Aftermath est une compilation de Dr. Dre sortie le 26 novembre 1996, pour présenter les artistes de son label Aftermath Entertainment.
L'album s'est classé 3e au Top R&B/Hip-Hop Albums et 6e au Billboard 200 et a été certifié disque de platine par la Recording Industry Association of America (RIAA) le 13 septembre 1997.

## Liste des titres
| No  | Titre                                                                                              | Contient un (des) sample(s) de                                             | Durée |
| --- | -------------------------------------------------------------------------------------------------- | -------------------------------------------------------------------------- | ----- |
| 1.  | Aftermath (Intro) (Interprété par RC et Sid McCoy)                                                 |                                                                            | 2:51  |
| 2.  | East Coast/West Coast Killas (Interprété par Group Therapy (Nas, RBX, KRS-One et B-Real))          | Ironside de Quincy Jones Our Time Is Now de RBX Kill That Noise de MC Shan | 4:54  |
| 3.  | Shittin' on the World (Interprété par Mel-Man featuring D-Ruff et Hands-On)                        | I Love You for All Seasons de The Fuzz Top Billin' d'Audio Two             | 4:59  |
| 4.  | Blunt Time (Interprété par RBX)                                                                    |                                                                            | 4:24  |
| 5.  | Been There Done That (Interprété par Dr. Dre)                                                      | Trans-Europe Express de Kraftwerk                                          | 5:12  |
| 6.  | Choices (Interprété par Kim Summerson)                                                             | The Look of Love d'Isaac Hayes                                             | 4:46  |
| 7.  | As the World Keeps Turning (Interprété par Miscellaneous featuring Cassandra McCowan et Mike Lynn) |                                                                            | 4:44  |
| 8.  | Got Me Open (Interprété par Hands-On)                                                              |                                                                            | 4:21  |
| 9.  | Str-8 Gone (Interprété par King Tee)                                                               |                                                                            | 4:35  |
| 10. | Please (Interprété par Maurice Wilcher featuring Nicole Johnson)                                   |                                                                            | 4:23  |
| 11. | Do 4 Love (Interprété par Jheryl Lockhart)                                                         |                                                                            | 3:25  |
| 12. | Sexy Dance (Interprété par RC featuring Cassandra McCowan et Jheryl Lockhart)                      |                                                                            | 4:55  |
| 13. | No Second Chance (Interprété par Whoz Who)                                                         |                                                                            | 4:50  |
| 14. | L.A.W. (Lyrical Assault Weapon) (Interprété par Sharief)                                           |                                                                            | 4:27  |
| 15. | Nationowl (Interprété par Nowl)                                                                    |                                                                            | 4:07  |
| 16. | Fame (Interprété par RC featuring King Tee)                                                        | Fame de David Bowie                                                        | 4:28  |